# Corticeus pumilio
Corticeus pumilio – gatunek chrząszcza z rodziny czarnuchowatych i podrodziny Diaperinae.

## Taksonomia
Gatunek ten opisany został po raz pierwszy w 2018 roku przez Hamsa J. Bremera na łamach „Mitteilungen der Münchner Entomologischen Gesellschaft”. Jako lokalizację typową wskazano stację badawczą Panguana nad Río Yuyapichis w peruwiańskim regionie Huánuco. Takson ten wyznaczony został przez Bremera gatunkiem typowym nowego podrodzaju Corticeus (Alienophloeus).

## Morfologia
Chrząszcz o wydłużonym ciele długości od 1,7 do 1,9 mm i szerokości między 0,5 a 0,6 mm.
Głowa jest brązowa, o zredukowanym wskutek mikrosiateczkowania połysku. Cechuje się sięgającymi przedniej jej krawędzi policzkami, bardzo wąskim i wzdłużnie nieco sklepionym czołem oraz dużymi i okrągławo na boki wyłupiastymi oczami. Punktowanie nadustka jest gęste i przeciętnie duże, czoła zaś dość gęste i niewielkich rozmiarów. Jasnobrązowe czułki mają pięcioczłonowe buławki.
Przedplecze jest brązowe, tak szerokie jak długie, poprzecznie wyraźnie sklepione, o krawędzi przedniej okrągławo wystającej, przednich kątach szeroko zaokrąglonych, krawędziach bocznych od góry widocznych i wąsko obrzeżonych, kątach tylnych rozwartych i słabo zaznaczonych, a krawędzi tylnej dwufalistej i wąsko obrzeżonej. Powierzchnię ma gęsto pokrytą przeciętnej wielkości punktami oraz mikrosiateczkowaną. Kształt tarczki jest poprzecznie owalny. Pokrywy są brudnożółte do brązowych, półwalcowate, o prostej podstawie, prostych brzegach bocznych i ściętym szczycie, słabiej niż przedplecze mikrosiateczkowane, o punktowaniu  wykazującym tendencję do układania się w rzędy. Krótkie odnóża mają wąskie golenie i czteroczłonowe stopy. Przednie i środkowe golenie mają zewnętrzne krawędzie zakończone zębem.

## Rozprzestrzenienie
Owad neotropikalny, endemiczny dla Peru.